# 古巴航空972号班机空难
古巴航空972号班机（CU-972）是一架古巴國內航班，原定從首都哈瓦那飛往東部城市奧爾金。在2018年5月18日，該航班在从何塞·马蒂国际机场起飞不久后便失去了控制，坠毁在机场附近并起火爆炸。坠毁的地点是距机场10（6.2英里）的一个农场，距离哈瓦那市中心约19（12英里）。
这起事故是自2016年阿聯酋航空521號班機事故之后的第一起干线客机坠毁事故。

## 飞机
失事客机为波音737-201型，由古巴国有航空公司向墨西哥全球航空（Damojh）租借。飞机生产于1979年，使用两台普惠JT8D-17发动机，机龄已经有39年，服役机龄明显长于大部分同类机型。

## 乘客和机组人员
事故发生后曾有多方消息报道遇难人数。而根据古巴交通部、卫生部及旅游部于当地时间5月18日就客机坠毁事故联合召开的新闻发布会：机上共113人，其中6名机组成员，均为墨西哥籍；乘客包括102名古巴人，3名游客（2名阿根廷人、1名墨西哥人），以及2名居住在古巴的西撒哈拉籍人员。乘机人员中包括58名女性、55名男性，有5名儿童并均已遇难。事故确认造成112人死亡，幸存1人（最初幸存3人，均为女性，但伤势严重，后有2人在医院去世）。
| 国籍                           | 乘客 | 机组人员 | 合计 | 死亡人数 |
| ------------------------------ | ---- | -------- | ---- | -------- |
| 古巴                           | 102  | 0        | 102  | 101      |
| 墨西哥                         | 1    | 6        | 7    | 7        |
| 阿根廷                         | 2    | 0        | 2    | 2        |
| 西班牙/ 撒拉威阿拉伯民主共和國 | 1    | 0        | 1    | 1        |
| 撒拉威阿拉伯民主共和國         | 1    | 0        | 1    | 1        |
| 合计                           | 107  | 6        | 113  | 112      |

## 反应与调查
已寻获两只中的一只黑匣子，事故原因正在调查中，古巴全国哀悼两天。此空难为古巴近30年来死亡人数最多的空难事件。2018年7月，墨西哥全球航空称失事飞机黑匣子显示，机组人员驾驶飞机的角度非常陡峭，导致飞机没有升力，在起飞后坠毁。2019年5月16日，古巴民用航空機構调查认为，由于机组在计算飞机重量和平衡时犯了错误，导致飞机失去控制，在起飞后坠毁。